# Ельцовка (нижний приток Тыма)
Ельцовка — река в Томской области России. Устье реки находится в 70 км от устья по левому берегу реки Тым. Длина реки составляет 29 км.

## Данные водного реестра
По данным государственного водного реестра России относится к Верхнеобскому бассейновому округу, водохозяйственный участок реки — Обь от впадения реки Васюган до впадения реки Вах, речной подбассейн реки — Васюган. Речной бассейн реки — (Верхняя) Обь до впадения Иртыша.